# PPG Paints Arena
Il PPG Paints Arena è il nuovo stadio della squadra di hockey su ghiaccio statunitense dei Pittsburgh Penguins, a Pittsburgh.

L'arena è stata iniziata nell'agosto del 2008 ed è stata aperta il 1º agosto 2010, prendendo il posto della Mellon Arena nelle partite casalinghe dei Pittsburgh Penguins, il 26 gennaio 2014 ha ospitato la WWE Royal Rumble 2014.
La sua capienza è di 18.087 spettatori.

Consol Energy Center Panoramic2.jpg